# Heilig-Kreuz-Kirche (Weilburg)

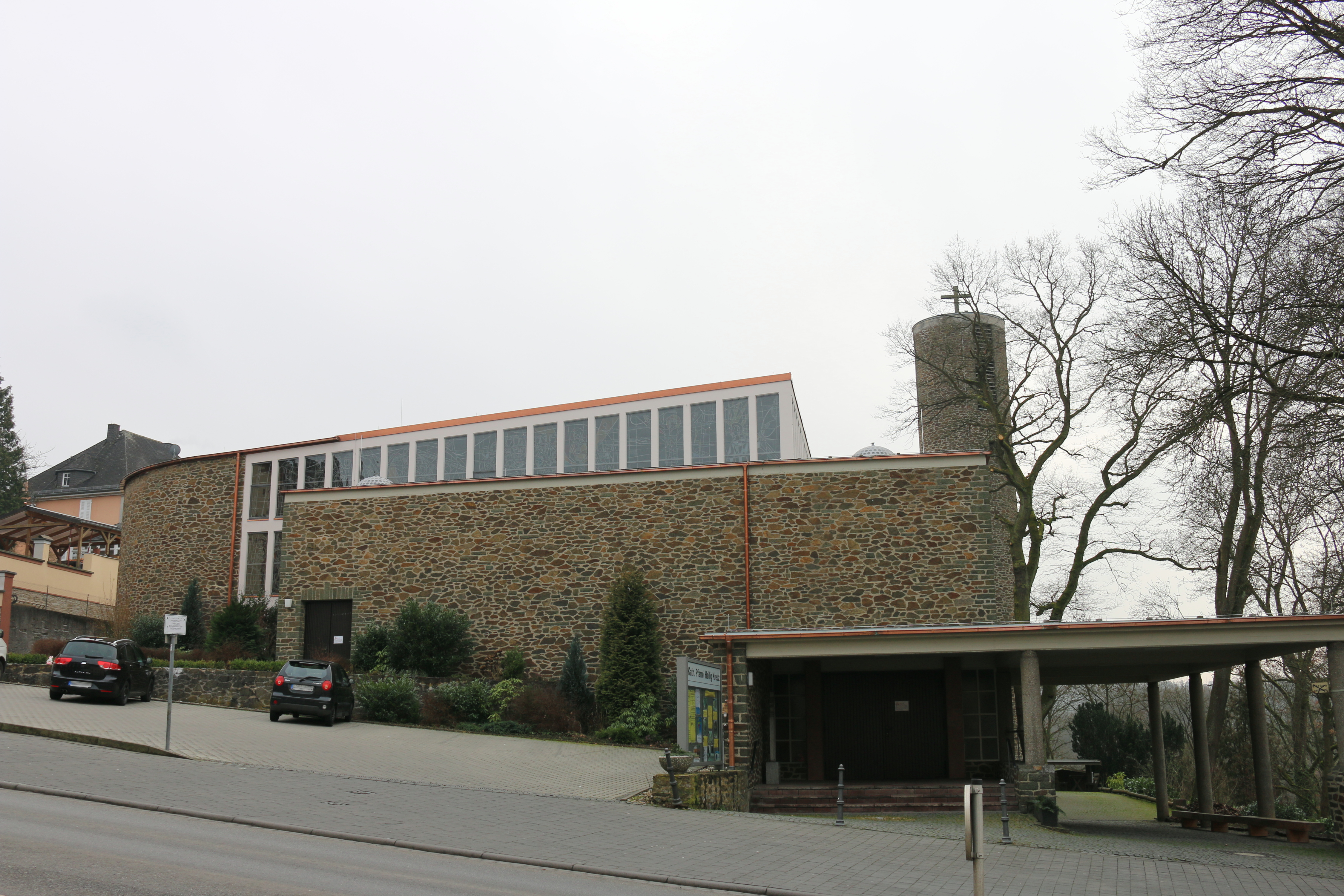
Heilig Kreuz Weilburg

Die denkmalgeschützte katholische Heilig-Kreuz-Kirche im mittelhessischen Weilburg wurde in den Jahren 1958 und 1959 erbaut. Als Baugelände dienten Teile des „alten Friedhofs“ in der Frankfurter Straße, dessen Reste neben der Kirche zu besichtigen sind. Dafür wurde eine Vielzahl von Gräbern abgeräumt, auch die Kriegsgräber vom Deutsch-Französischen Krieg 1870/71, als im Weilburger Lazarett verstorbene deutsche Soldaten bestattet wurden. Die Konsekration erfolgte am 24. Mai 1959 durch den Limburger Bischof Wilhelm Kempf.

## Geschichte
Eine christliche Gemeinde wurde erstmals im Jahre 912 in einer Urkunde König Konrads I. erwähnt, der dem Walpurgisstift in Weilburg, das zu Ehren der heiligen Gottesmutter Maria erbaut wurde, Eigengüter im Lahngau schenkte. Da sich das nassauische Fürstenhaus frühzeitig der Reformation anschloss, wurde das Stift aufgelöst.
Als im Jahr 1768 mit dem Bau der steinernen Brücke über die Lahn begonnen wurde, kamen aus diesem Grund viele katholische Handwerker in die Stadt. Auf ihren Wunsch hin erhielten sie vom Fürsten die Erlaubnis, an Sonn- und Feiertagen in einem Zimmer im Viehhof neben der Reitschule eine Messe lesen zu lassen.
1813 kam ein Pfarrverweser, Pater Damus Huberti, nach Weilburg, der erste Pfarrer, Franz Anton Hisgen, wurde 1817 eingeführt. Fürst Wilhelm schenkte der katholischen Gemeinde ein bis dahin als Zuchthaus genutztes Gebäude unmittelbar am Landtor. Das Gebäude wurde als Karlskirche dem heiligen Karl Borromäus am 4. November 1821 geweiht.
Nach dem Zweiten Weltkrieg stieg durch die Heimatvertriebenen die Zahl der Katholiken stark an, so dass für rund 5.000 Katholiken die neue Kirche in Nachbarschaft zur Heilig-Kreuz-Kapelle und zur Kreuzigungsgruppe gebaut wurde, Architekt war der Wiesbadener Paul Johannbroer.
Zum 1. Januar 2019 gründete Bischof Dr. Georg Bätzing die Pfarrei neuen Typs Heilig Kreuz Oberlahn aus den Kirchengemeinden des ehemaligen Pastoralen Raumes Weilburg-Mengerskirchen. Die Heilig-Kreuz-Kirche Weilburg wurde Pfarrkirche dieser neuen Pfarrei.

## Baubeschreibung

### Glocken
1981 erhielt die Pfarrkirche fünf neue Glocken. Sie tragen die Namen „Sonntagsglocke: Gott Vater“ „Abendglocke: Gott Sohn“ „Mittagsglocke: Gott Heiliger Geist“, „Taufglocke: Maria“ und „Totenglocke: Hl. Karl Borromäus“. Zusammen wiegen die Glocken knapp 3000 kg.

### Besonderheiten
Besonders sehenswert sind in der Kirche die Fenster des Glaskünstlers Johannes Beeck. Auf der rechten Seite sind Szenen aus dem Alten und auf der linken solche aus dem Neuen Testament dargestellt. Auf der Westseite begegnen sich beide Testamente. Näheres findet man dazu im digitalen Kirchenführer.